# Ольга Невська

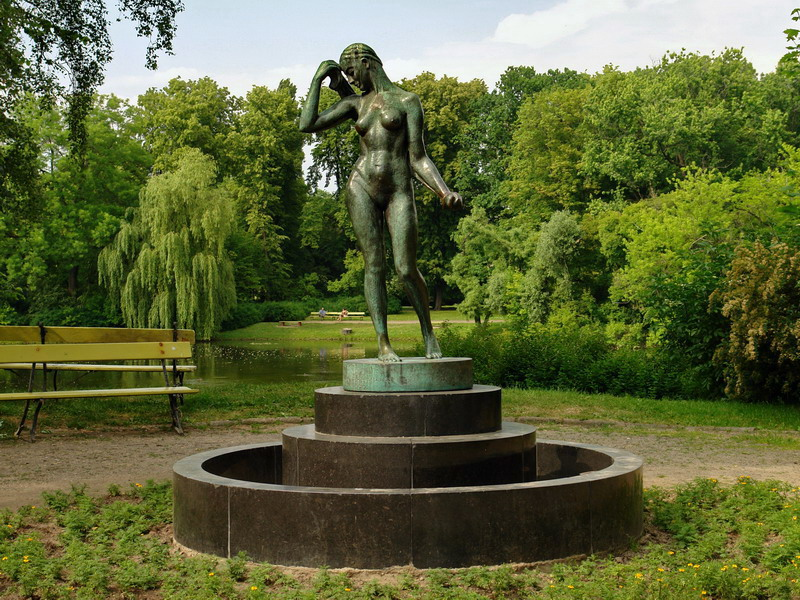
Скульптура «Купальниця» Ольги Невської

Ольга Невська (28 травня 1898, Харків — 25 травня 1943, Варшава) — польська скульпторка, учасниця мистецьких змагань на Літніх олімпійських іграх 1928, 1932, 1936 років.

## Біографія
Народилась 28 травня 1898 в Харкові. Переїхала вчитись до Києва. Після закінчення реального училища вчилася в київській школі живопису.
1919 року почала навчання в Академії мистецтв у Кракові, в студії Константина Лащки (Konstanty Laszczka). Після закінчення, 1923 року переїхала до Варшави. В 1926–1928 рр. жила в Парижі, де вчилася в Антуана Бурделя.
Велику популярність їй принесли портрети відомих людей. Їй позували навіть Юзеф Пілсудський та Ігнатій Мостицький. У 1928 році одружилася з Генрі Мадером.
Змагалась в конкурсах мистецтв (Art Competitions) на Олімпійських іграх.
У 1930-ті активно творила. Займалась монументальною скульптурою, портретами. Незадовго до війни виконала одну з найкращих своїх робіт — портрет Стефана Ярача.
У 1936 році одружилася з Владиславом Щековським (Szczekowskiego). У вересні 1939 року під час бомбардувань Варшави була спалена студія Ольги Невської. У 1943 році захворіла. Померла 25 травня 1943 року.